# AH-1 Cobra

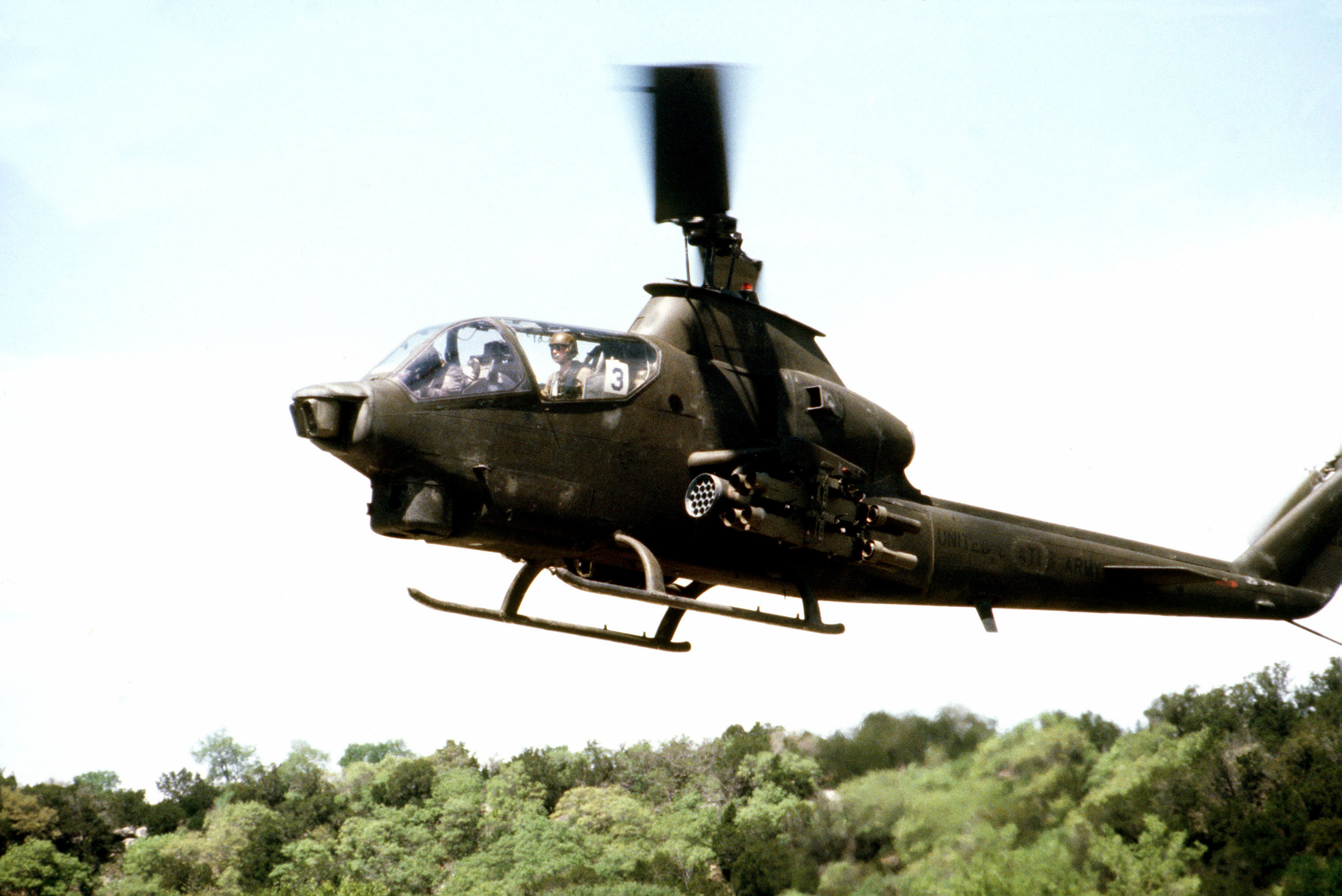
AH-1Q Cobra

AH-1 Cobra este un elicopter de atac/antitanc modern, fabricat de compania Bell Helicopter și utilizat de Armata Statelor Unite. Are o elice principală cu două pale (aceeași ca și la elicopterul UH-1 Iroquois, cu care mai are în comun motorul și sistemul de transmisie al rotorului). Mai este cunoscut și sub denumirile HueyCobra sau Snake.

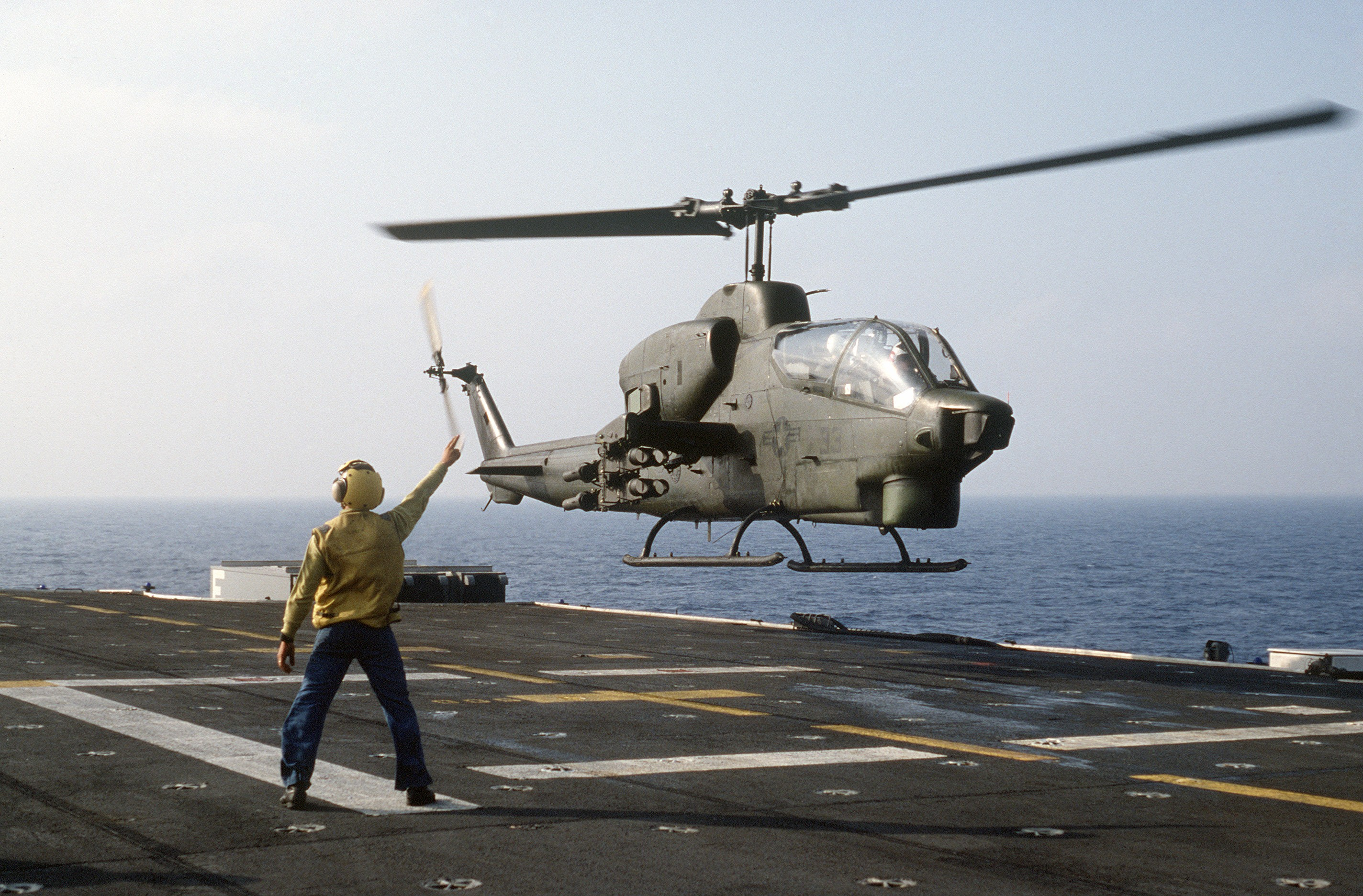
AH-1J-1

## În Războiul din Vietnam

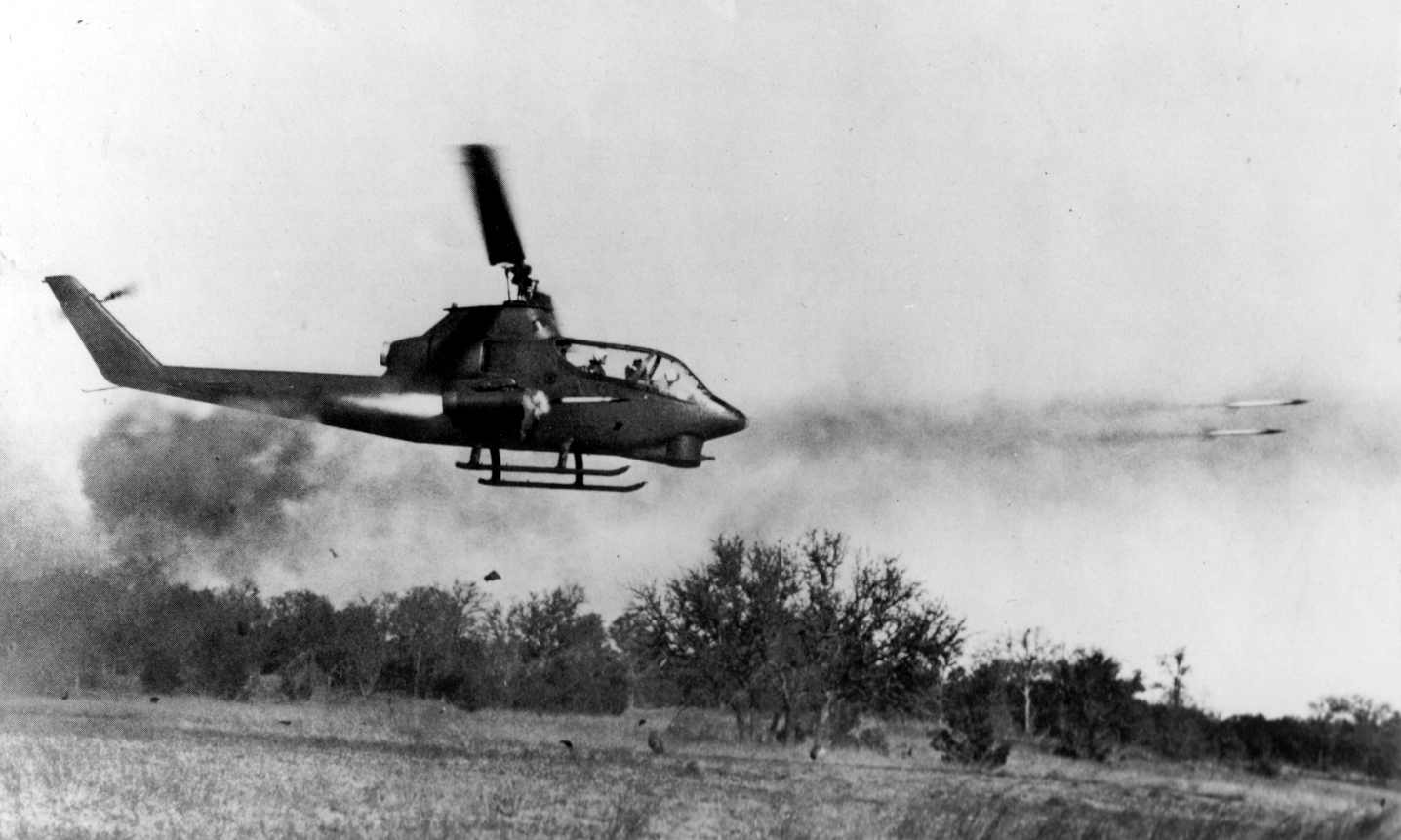
AH-1 Cobra lanseze rachete la o țintă inamic în Vietnam.

Elicopterele Cobra ajunse în Vietnam nu au trebuit să aștepte mult pentru a le fi testate serios abilitățile. La sfârșitul lui ianuarie 1968, vietnamezii au lansat Ofensiva Tet în sud. Ea ar fi putut să aibă succes dacă nu ar fi existat elicopterele Cobra. Pe măsură ce deplasarea elicopterelor Cobra a continuat, inițiativa luptelor a trecut de partea inamicului. Între timp, USMC avea nevoie de aparatele Cobra pentru misiunile de asalt aerian de pe mare. Elicopterele necesare AH-1J erau în plin proces de dezvoltare, dar ca măsură intermediară au fost împrumutate din stocurile US Army 38 de aparate „G“. În afară de misiunile de sprijin aerian desfășurate grație puterii de foc, exemplarele din dotarea USMC au fost puternic implicate în luptele din delta fluviului Mekong. În primele luni ale anului 1971 au apărut în Vietnam primele aparate operaționale „J“. La acel moment trupele US Marines erau implicate într-o operațiune cunoscută ca Lam Son 719. A fost una dintre cele mai mari operațiuni combinate la care au participat elicoptere din timpul războiului, desfășurată de-a lungul a șase săptămâni de lupte intense. La puțin peste o săptămână de la începutul ei, primele patru aparate „J“ au ajuns pe calea aerului la Da Nang pentru o evaluare de luptă. Până pe 28 aprilie ele lansaseră 2842 rachete de calibrul 70 mm, 14959 proiectile de mitralieră de calibrul 7,62 mm și 72945 proiectile de calibrul 20 mm de pe tunul M197 montat pe turelă. În mod clar, noul tun automat montat în turelă a fost arma preferată. Ultimul act al conflictului, Operațiunea Frequent Wind (evacuarea ultimilor americani din Saigon în aprilie 1975) a fost acoperită de aceeași escadrilă, și de data aceasta operând de pe mare. Astfel că elicopterele Cobra au fost operaționale în Vietnam începând cu momentul în care au sosit în Asia de Sud-est și până când ultimul aparat american a părăsit țara.

## Războiul Rece
Nu există niciun semn de întrebare cum că dacă tot Coridorul Fulda s-ar fi umplut de blindatele Blocului Comunist, elicopterele Cobra ar fi fost angajate la maximum în confruntările armate. Deși nu au fost implicate oficial în „lupte“, au existat unele „incidente“ tensionate când una sau alta dintre părți au fost prea aproape de graniță. Situația din Europa s-a modificat, însă elicopterele Cobra din dotarea Republicii Coreene încă mai „luptă“ în Războiul Rece din Coreea în 2011.

## Israelul

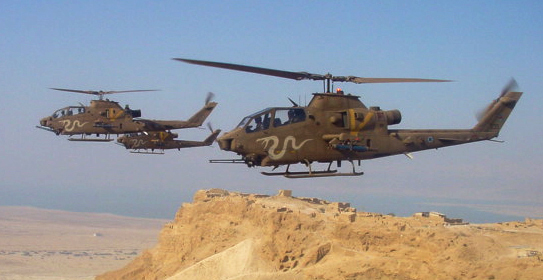
Israelian AH-1

Elicopterele Cobra israeliene—cunoscute pe plan local ca Zefa (Vipera)—au fost operate continuu în luptă de-a lungul anilor și continuă să zboare, înarmate cu muniție de mare precizie dezvoltată de Israel și având la bord senzori îmbunătățiți. În 1983, elicopterele Cobra au fost creditate cu distrugerea a 29 de tancuri siriene și 50 de vehicule blindate, cu prețul pierderii unui singur exemplar. În ultimii ani, efortul de război se concentrează pe misiunile de contrainsurgență.

## Grenada
Îm timpul luptelor scurte dar intense, elicopterele Cobra au distrus un număr de baterii de antiaeriană ZSU-23 ce amenințau transportoarele de trupe CH-46 șI Black Hawk care veneau din urmă. Din nefericire, în timpul confruntărilor au fost distruse două dintre propriile elicoptere. Căpitanul Jeb Seagle, USMC, a fost decorat postmortem cu Navy Cross pentru faptul că și-a salvat pilotul grav rănit din epava în flăcări a unuia dintre aparate, înainte de a cădea victimă gloanțelor inamice.

## Iran
Războiul de opt ani dintre Iran și Irak din anii 1980 a avut ca rezultat implicarea elicopterelor iraniene AH-1J Cobra atât împotriva blindatelor irakiene cât și în luptele aer-aer împotriva aparatelor  Mi-24 „Hind“. Timp de mai mulți ani au existat discuții despre cum se vor comporta agilele elicoptere Cobra în confruntările cu mult mai rapidele și mai greu înarmatele aparate „Hind“. Unul sau două incidente desfășurate la granița Germaniei Democrate au indicat faptul că problema nu se putea tranșa într-o direcție sau alta. Așa că scorul, conform rapoartelor, a fost de șase Hind-uri la 10 Cobra.

## Liban
Elicopterele Cobra au jucat un rol semnificativ în timpul luptelor din Liban, ele acoperind mișcarea trupelor în și din zonele de desant, detectând artileria și intimidând vedetele rapide care amenințau vasele de desant.

## Pakistan
Aparatele Cobra din inventarul Armatei Pakistaneze au fost operate aproape continuu în luptă începând cu anii 1980. După ce au zburat prima dată în operațiuni de contrainsurgență în zona frontierei de nord-vest, în 2009 ele au fost implicate masiv în confruntările cu talibanii din valea Swat.

## Panama
Pe 20 decembrie 1989, în cadrul primului desant aerian parașutat în luptă de după cel de-al Doilea Război Mondial, Divizia 82 Aeropurtată (82nd  Airborne) a desfășurat o misiune clasică de ocupare a unui aeroport când a asigurat perimetrul Torrijos International Airport și s-a mișcat rapid pentru a neutraliza opoziția. Cum cea mai mare parte a luptelor s-au desfășurat în zonele urbane foarte populate, cel mai mare efort a fost de a evita pierderile civile. Elicopterele Cobra și AH-6 au fost capabile să dezlănțuie o perdea de foc cu mare precizie atunci când a fost nevoie și au jucat un rol important în încheierea cu succes a operațiunilor. Operațiunea Just Cause a marcat și prima deplasare în luptă a aparatului AH-64 Apache.

## Turcia
Flota mixtă de elicoptere AH-1E/F și „W“ Cobra a Turciei a fost angajată în luptă împotriva forțelor insurgente. Varianta „W“ și-a demonstrat în special valoarea operând în regiunile muntoase. Ele au fost păstrate pe piste deschise având doar protecția oferită de husele obișnuite. Conform rapoartelor, ele erau pur și simplu scoase din zăpadă în fiecare dimineață, pornite și zburate o dovadă a fiabilității și solidității acestor aparate care aparținuseră USMC.

## Operațiunea Furtună în Deșert
Un număr de 145 aparate US Army AH-1F și 48 AH-1W ale USMC au fost deplasate pentru primul conflict din Golf din 1991. Elicopterele Cobra din dotarea USMC au reprezentat mai puțin de 20% din forța angajată, dar au desfășurat 50% din misiuni; ca o ironie, acest lucru a fost posibil grație „marinizării“ aparatelor USMC Cobra. Deplasate în mod normal timp de șase luni pe puntea navelor din clasa LPH, coroziunea din cauza sării ar fi fost principala problemă dacă ele nu ar fi fost etanșate și protejate corespunzător. Măsurile de protecție au rezistat și la nisipul fin care a pus atât de multe probleme altor elicoptere și rezultatul a fost că varianta „Whiskey“ a atins în timpul conflictului o rată de disponibilitate de 92%. În prima fază a războiului, elicopterele US Marines au distrus 97 de tancuri, 104 de transportoare autoblindate, 16 buncăre și două poziții de baterii de antiaeriană. În plus, au mai fost deplasate și două escadrile aflate în rezervă, echipate cu varianta venerabilă, dar încă aptă de luptă, „J“. Niciun aparat din dotarea US Marines nu a fost pierdut în luptă în urma atacurilor inamicului.

## Somalia
Efortul luptelor din Somalia a căzut pe umerii US Army în timpul intervenției ONU eșuate de la Mogadishu din 1993 în cadrul Operațiunii Restore Hope, și elicopterele Cobra au fost încă o dată implicate în sprijinirea trupelor aflate în luptă, dar într-un mediu extrem de periculos și în general urban. Spre deosebire de Panama, unde combatanții erau o forță bine definită care purta (în mare parte) uniforme, acum era foarte greu să spui cine este civil și cine este combatant. Aparatele Cobra au fost capabile să distrugă „mijloacele tehnice” (camionete Toyota care aveau montate pe platforma din spate mitraliere de calibru mare) atunci când le găseau, dar forțele americane au aflat repede pe propria piele că volumul  imens de arme de calibru mic și lansatoare de grenade care trăgeau direct spre elicoptere se puteau dovedi mortale.

## Irak și Afganistan

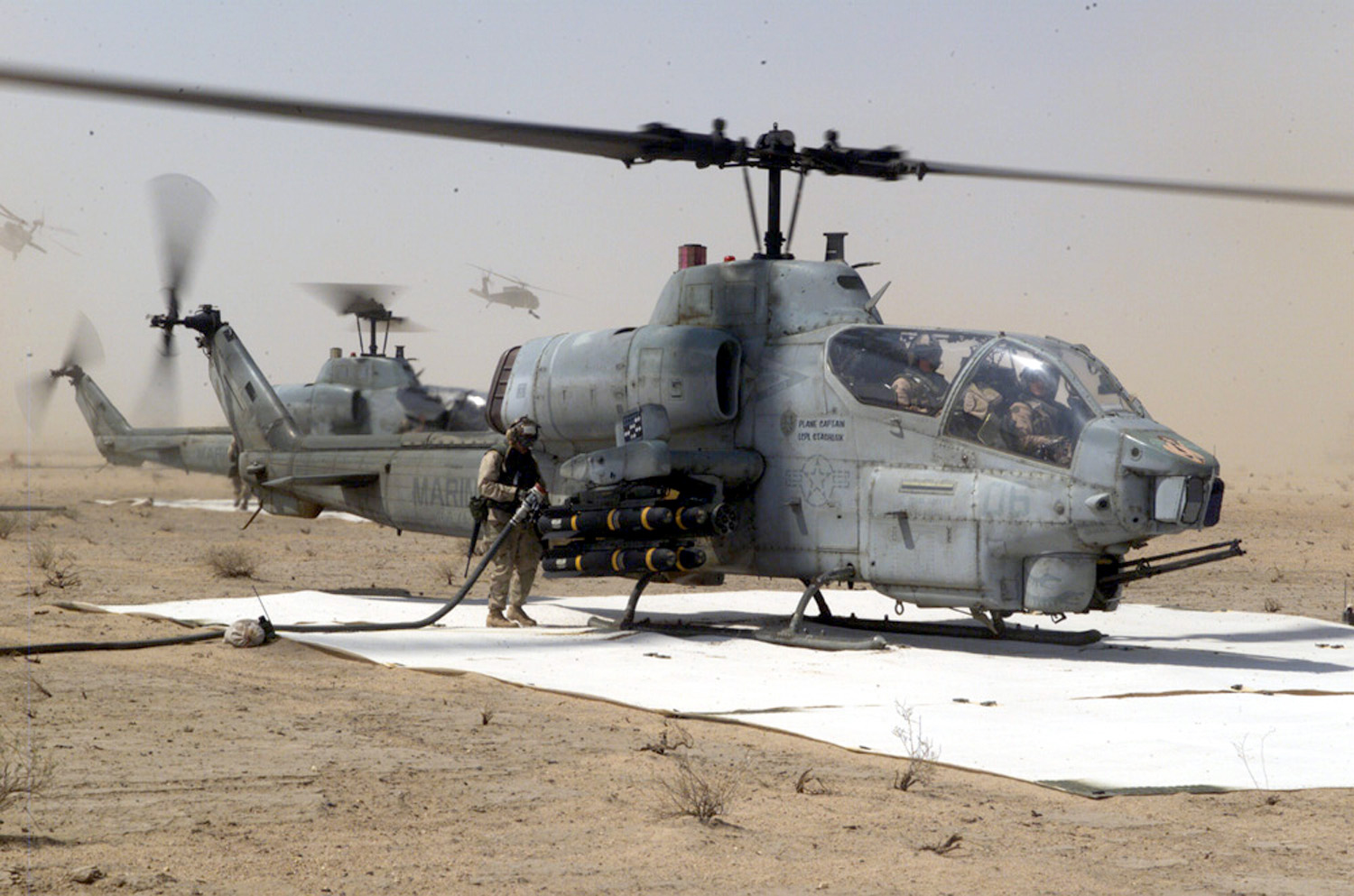
AH-1W Super Cobra în Afganistan

Până în momentul desfășurării Operațiunii Iraki Freedom în 2003, doar US Marines mai avea în componență elicopterele Cobra. În alte părți, aparatele Cobra au rămas în avangarda forțelor expediționare conduse de pușcașii marini. Ulterior, elicopterele AH-1W au fost implicate activ în serviciu în diverse locuri cum ar fi Somalia, Bosnia, Haiti și Liberia. Treptat, ele se vor metamorfoza la standardul AH-1Z și, cel puțin până în prezent, se știe că pe viitor în toate punctele fierbinți din lume se va auzi șuieratul elicopterelor Cobra. Ele au fost deplasate în Afganistan în 2008, fiind angajate în unele dintre cele mai dure lupte în care au fost implicate elicopterele de atac.

## Expansiune în Asia de Est și Asia de Sud
AH-1 este implementat, de asemenea, în Statele Unite și țările din Asia de Est și Asia de Sud-Est: Japonia, Coreea de Sud, Taiwan, Thailanda. Este folosit ca avion de atac antitanc chiar și în aceste țări.

## „Whiskey” și „Zulu”

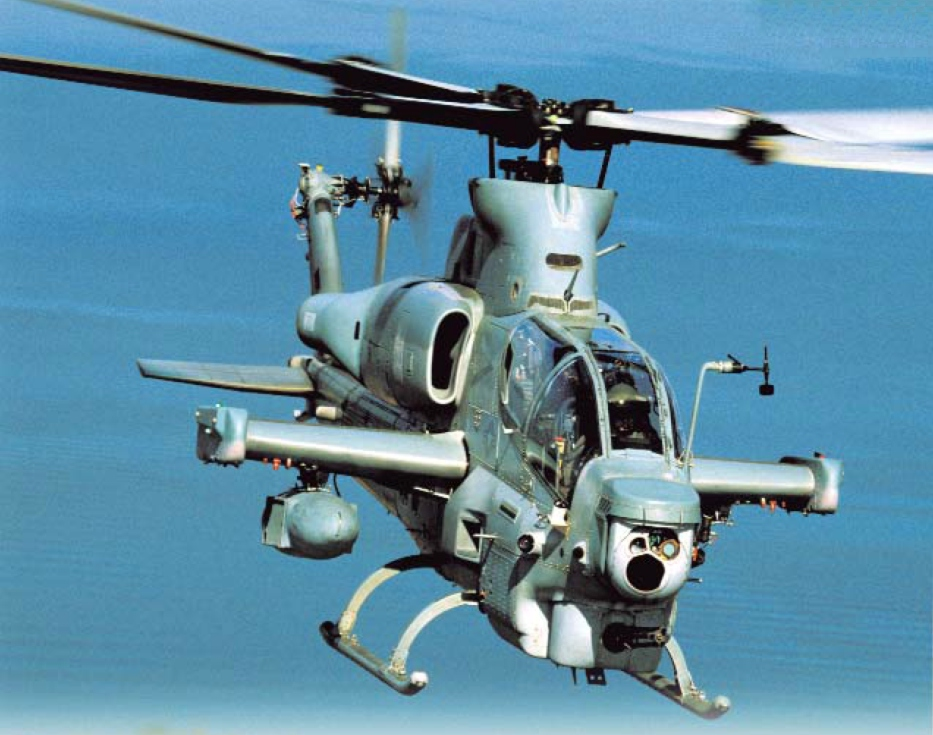
AH-1Z Viper în zbor, 2005

Elicopterele USMC AH-1W „Whiskey” sunt solide, bine echipate de luptă  și au ajuns la statutul de veteran. În prezent, lor li s-au adăugat mult mai puternice aparate AH-1Z „Zulu”. Un număr de 44 de fuzelaje „T” care au supraviețuit au fost aduse la standardul „W” și, împreună cu elicopterele nou-construite, USMC a cumpărat în total 225 de aparate „W”. Varianta „Whiskey” Cobra a fost livrată și către Turcia (10 aparate) și Taiwan (63). Singurul articol care nu a fost cuprins în buget a fost rotorul principal cu patru pale care era dorit de mult timp. Privit mereu ca o potențială modernizare, el s-a calificat pe aparatul cu seria 161022, care a devenit „4BW”. Între timp, flota de elicoptere „W” a primit și a trecut printr-un program semnificativ de modernizare sub forma sistemului de ochire pe timp de noapte - NTS (Night Targeting System), care a asigurat aeronavei capacitatea de operare pe timp de noapte și în condiții meteo neprielnice. De partea cealaltă a Atlanticului, Cobra a fost avut în vedere ca elicopter britanic de atac. Standardul Cobra Venom are la bază varianta „W” și o „cabină de sticlă” complet nouă. Comanda nu a fost finalizată, dar munca de dezvoltare a dus direct la apariția elicopterului AH-1Z. Aparatele Cobra din dotarea US Marines operează alături de elicopterele UH-1N și s-a realizat faptul că, deoarece ambele aveau nevoie dea fi incluse în programe de modernizare, se vor obține avantaje considerabile din orice puncte comune posibile. Lansat în 1996, programul de modernizare H-1 va face ca elicopterele AH-1Z și UH-1Y să atingă valoarea remarcabilă de 84% puncte comune ele având aceleași motoare, rotoare, sisteme de transmisie și echipamente electronice de bord în cabină. Primul elicopter „Zulu” a zburat pe 7 decembrie 2000. În afară de rotorul principal cu patru pale, rotorul anticuplu a fost mutat acum înapoi pe partea stângă. Aripa revizuită a mutat grinzile interioare de acroșare mai spre exterior la distanță de schiurile mult mai solide care trebuie să facă față mesei crescute. Un lucru controversat a fost scoaterea capacității de operare cu rachetele antitanc TOW. Cabina a fost reproiectată cu afișaje multifuncționale complet integrate. Cele două stații sunt acum aproape identice și fiecare operator de la bord poate acționa ca pilot sau „mitralior”. Dezvoltarea s-a desfășurat relativ încet dar în prezent sunt programate 58 de aparate „Zulu” nou-construite și 168 de „W” refabricate. Grație sistemelor de bord și a armamentului mult îmbunătățite, AH-1Z este printre cele mai bune elicoptere de atac din lume.